# Consiglio di disciplina
Il consiglio di disciplina, per il diritto italiano, è un organismo collegiale di un collegio o un ordine professionale (escluse le professioni sanitarie e i notai), che istruisce e decide delle questioni disciplinari riguardanti gli iscritti all'albo.
I consigli di disciplina si sono formati a seguito del decreto-legge 13 agosto 2011, n. 138, convertito, con modificazioni, dalla legge 14 settembre 2011, n. 148, e del successivo DpR n. 137 del 7 agosto 2012. Il consiglio di disciplina può essere territoriale o nazionale.
Il consiglio di disciplina territoriale (CDT) è formato da consiglieri nominati dal presidente del tribunale dello stesso circondario, tra una lista di persone proposta dal corrispondente consiglio dell'ordine o collegio. Il presidente del CDT è il consigliere con maggiore anzianità d'iscrizione all'albo. Il segretario è invece il consigliere con minore anzianità d'iscrizione all'albo. Conta invece l'anzianità anagrafica, se nel CDT vi sono componenti non iscritti all'albo.
Ai consigli di disciplina nazionali (CDN) sono affidati i compiti di istruzione e decisione delle questioni disciplinari che competono ai medesimi consigli nazionali, secondo le norme antecedenti al 15 agosto 2012.
Riguardo allo svolgimento delle funzioni disciplinari, la Corte costituzionale (sent. n. 284/1986) ha stabilito che la materia relativa a queste giurisdizioni speciali è coperta da riserva assoluta di legge (Cost. art. 102, comma 2, ed art. 108, comma 1). Per tale ragione la Suprema Corte di Cassazione (S.U. 12064/2014) ha affermato che la materia non può essere affidata alla regolamentazione governativa e pertanto ha stabilito che l'art. 3, comma 5, lett. f), del D.L. 138/2011 non si applica ai consigli o collegi di disciplina degli Ordini professionali, di cui all'art. 1, del d.lgs.lgt. del 23 novembre 1944, n. 382, testo tuttora legittimamente operante giusta la previsione della VI disposizione transitoria della Costituzione.